# Ludwig von Reventlow (Verwaltungsjurist)
Ludwig Christian Adolf Friedrich Graf von Reventlow, auch Ludwig Christian Adolf Friedrich Graf zu Reventlow (* 6. Januar 1824 auf Schloss Sandbjerg; † 14. Juni 1893 in Lübeck) war ein deutscher Verwaltungsjurist im Königreich Dänemark. Anders als seinem Bruder Arthur von Reventlow gelang ihm der Wechsel in die preußische Verwaltung.

## Herkunft
Ludwig von Reventlows Eltern waren Ludwig Detlev Graf von Reventlow (1780–1857) und Agnes geb. von Hammerstein-Loxten (1795–1824).

## Leben
Von Reventlow studierte Rechtswissenschaft an der Christian-Albrechts-Universität zu Kiel und der Ruprecht-Karls-Universität Heidelberg. Er wurde Mitglied des Corps Saxonia Kiel (1845) und des Corps Guestphalia Heidelberg (1846). Nach dem Studium zunächst  Kanzleiauditor in Schwerin, trat er in den dänischen Staatsdienst. Nach dem Deutsch-Dänischen Krieg wurde er 1865 Amtmann des Amtes Husum und 1866 bis 1868 Oberstaller in Eiderstedt. 1868 wurde Reventlow erster Landrat des neu geschaffenen Kreises Husum in der preußischen Provinz Schleswig-Holstein. Das Amt hatte er bis 1889 inne. Anschließend lebte er in Sandbjerg und Lübeck.

## Familie
Er heiratete am 20. Juni 1860  Emilie geb. Gräfin zu Rantzau (1834–1905), eine Tochter von Ernst zu Rantzau. Das Paar hatte sechs Kinder, darunter
- Agnes Sophie Amalia Clara (* 3. Dezember 1861; † 27. September 1947), Stiftsdame
- Theodor Carl Ludwig Detlev (* 24. Dezember 1862; † 21. Mai 1878)
- Ludwig Ernst Adolph Detlev (* 5. Juli 1864; † 22. Mai 1906) ⚭ Sophie Benedicte Christiane Charlotte Caroline von Reventlow (* 21. November 1854; † 22. Oktober 1929)
- Ernst Christian Einar Ludwig Detlev (* 18. August 1869; † 21. November 1943)
- Fanny (Franziska) Liane Sophie Augusta Wilhelmine Adrienne (* 18. Mai 1871; † 26. Juli 1918)
- Carl Hermann Ernst Friederich Otto Detlev (* 2. Februar 1874; † 11. Oktober 1961), königlich preußischer Major a. D. ⚭ Helene Elisabeth von Dem Knesebeck-Milendonck (* 24. Oktober 1878), Tochter von Erich von dem Knesebeck-Milendonck